# Bistum Franceville
Das Bistum Franceville (lat.: Dioecesis Francopolitana in Gabone) ist eine in Gabun gelegene römisch-katholische Diözese mit Sitz in Franceville. Es umfasst die Provinzen Haut-Ogooué und Ogooué-Lolo.

## Geschichte
Das Bistum Franceville wurde am 5. Oktober 1974 durch Papst Paul VI. mit der Apostolischen Konstitution Animarum utilitati aus Gebietsabtretungen des Bistums Mouila errichtet und dem Erzbistum Libreville als Suffraganbistum unterstellt.

## Bischöfe von Franceville
- Félicien-Patrice Makouaka, 1974–1996
- Timothée Modibo-Nzockena, 1996–2016
- Jean-Patrick Iba-Ba, 2017–2020, dann Erzbischof von Libreville
- Ephrem Ndjoni, seit 2022